# Schloss Bon Repos

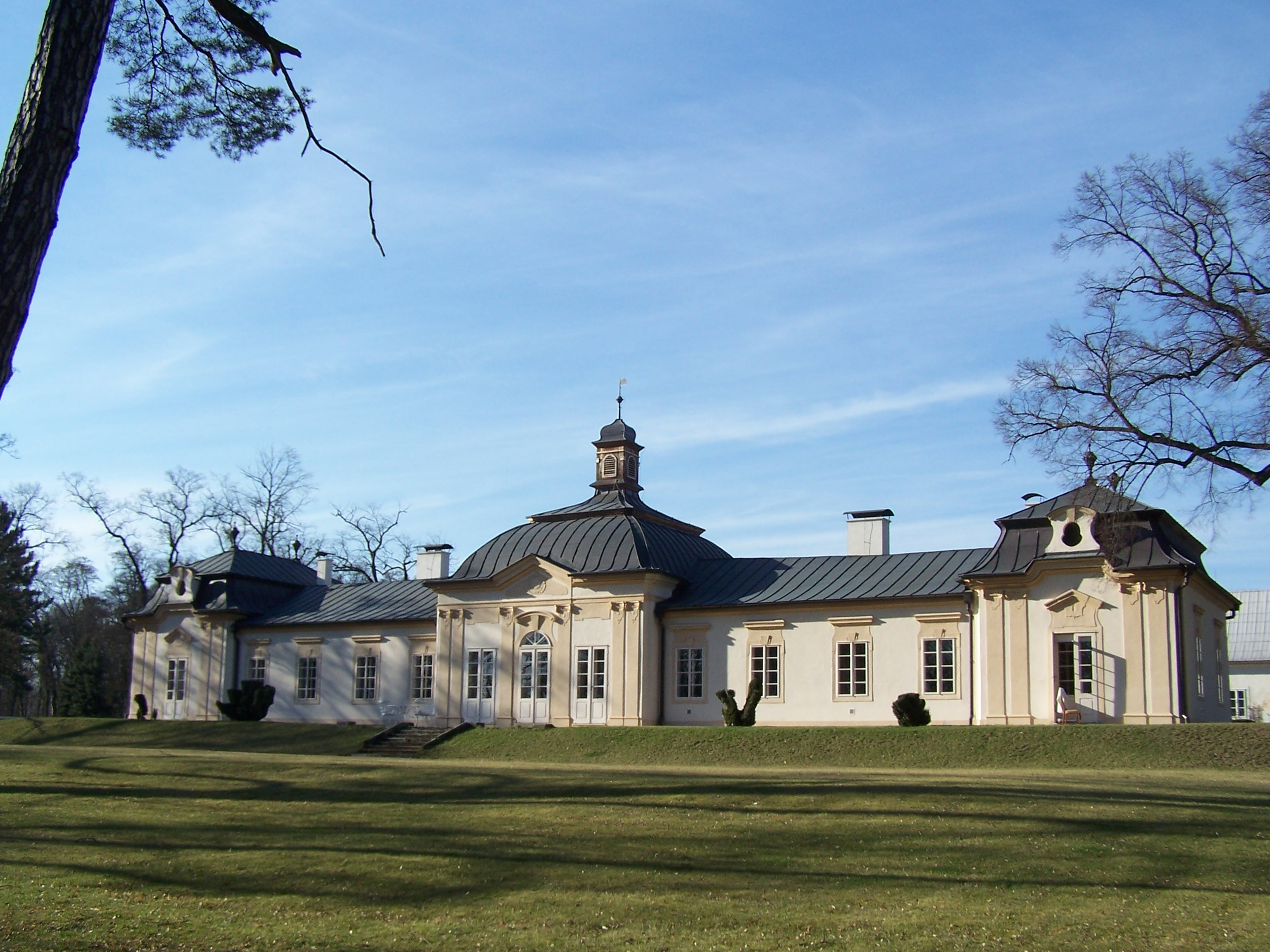
Jagdschloss Bon Repos

Das Schloss Bon Repos ist eine mehrgebäudige barocke Schlossanlage im Ortsteil Čihadla der Gemeinde Stará Lysá in Tschechien. Es wird von einem Park umgeben und befindet sich nordöstlich des Dorfes Čihadla auf dem bewaldeten Hügel Čihadlo (239 m) über dem Tal der Jizera.

## Geschichte
1715 kaufte der Besitzer der Herrschaft Lysá nad Labem, Franz Anton von Sporck, den Čihadlo von der Herrschaft Benatek. Als Sommersitz und Ausgangspunkt seiner Zeisigjagden ließ Sporck auf dem Berg ein Jagdschlösschen errichten, dass den Namen Hieronymusberg erhielt. 1718 waren das Schloss und die benachbarte Klause des hl. Hieronymus fertiggestellt. Die bildhauerischen Arbeiten stammen teilweise von Matthias Bernhard Braun. Später kam noch ein chinesischer Pavillon hinzu.
Zusammen mit der ganzen Herrschaft Lissa verkaufte Sporck das Schloss 1722 an Franz Josef Graf Czernin von Chudenitz. Nachdem Graf Czernin in finanzielle Bedrängnis geraten war, kaufte Sporck Lissa wieder zurück. Nach Sporcks Tode verkam das Bauwerk ab 1738. 1768 ersteigerte der Prager Erzbischof Anton Peter Příchovský von Příchovice das verfallene Schloss und schlug es seiner Herrschaft Benatek zu. Příchovský ließ die Anlage bis 1770 umbauen und erweitern. Er gab ihr den Namen La Maison de Bon Repos. Unter dem Bischof entstand nach Plänen von Johann Ignaz Palliardi das neue Schloss und die Schlosskapelle des hl. Simon.
Zu den weiteren Besitzern von Bon Repos gehörte ab 1816 Leopold Felix Graf zu Thun und Hohenstein. Als Musiklehrer der Familie Thun und Hohenstein verkehrte Bedřich Smetana von 1845 bis 1847 auf Bon Repos.
1885 ging das Schloss in den Besitz der Landwirtschaftlichen Creditbank für Böhmen in Prag über. Zwei Jahre später erwarb es die k.k. privilegierte Österreichische Länderbank. Im Jahre 1905 kaufte Ferdinand Graf Kinsky auf Lysá mit den Benateker Gütern auch das Schloss. Nach dem Zweiten Weltkrieg wurde das Schloss verstaatlicht und der Tschechoslowakischen Armee übergeben. Zwischen 1962 und 1964 erfolgten Umbauten im Stile des sozialistischen Realismus.
Die Armee verkaufte im Jahre 2004 das heruntergewirtschaftete Objekt an die Datart Megastore spol s.r.o. in Letňany, die es seitdem teilweise sanierte und zu einem Konferenz- und Erholungszentrum ausbaute. Besitzer ist heute die gleichfalls zur Unternehmensgruppe Charles Butler gehörende Zámek Bon Repos spol s.r.o.